# 龍燈公園
龍燈公園是安置2012年台灣燈會的主燈「龍翔霞蔚」，位在員林市莒光路734號，於2013年1月26日落成啟用，成為員林市的地標。這座高20公尺的主燈，於2016年9月27日竟不敵梅姬颱風強勁風勢，致使龍燈應聲斷裂，員林市公所應市民要求重建此一員林地標，工程單位先吊起龍頭，再加強龍身結構，將可承受住12級強風。龍燈公園的主燈在2017年7月22日修復。